# Haval Xiaolong Max
Haval Xiaolong Max (спрощ.: 枭龙 Max; Хевел Сяолун Макс) ― середньорозмірний кросовер, що виробляється компанією Great Wall Motor під брендом Haval.

## Огляд

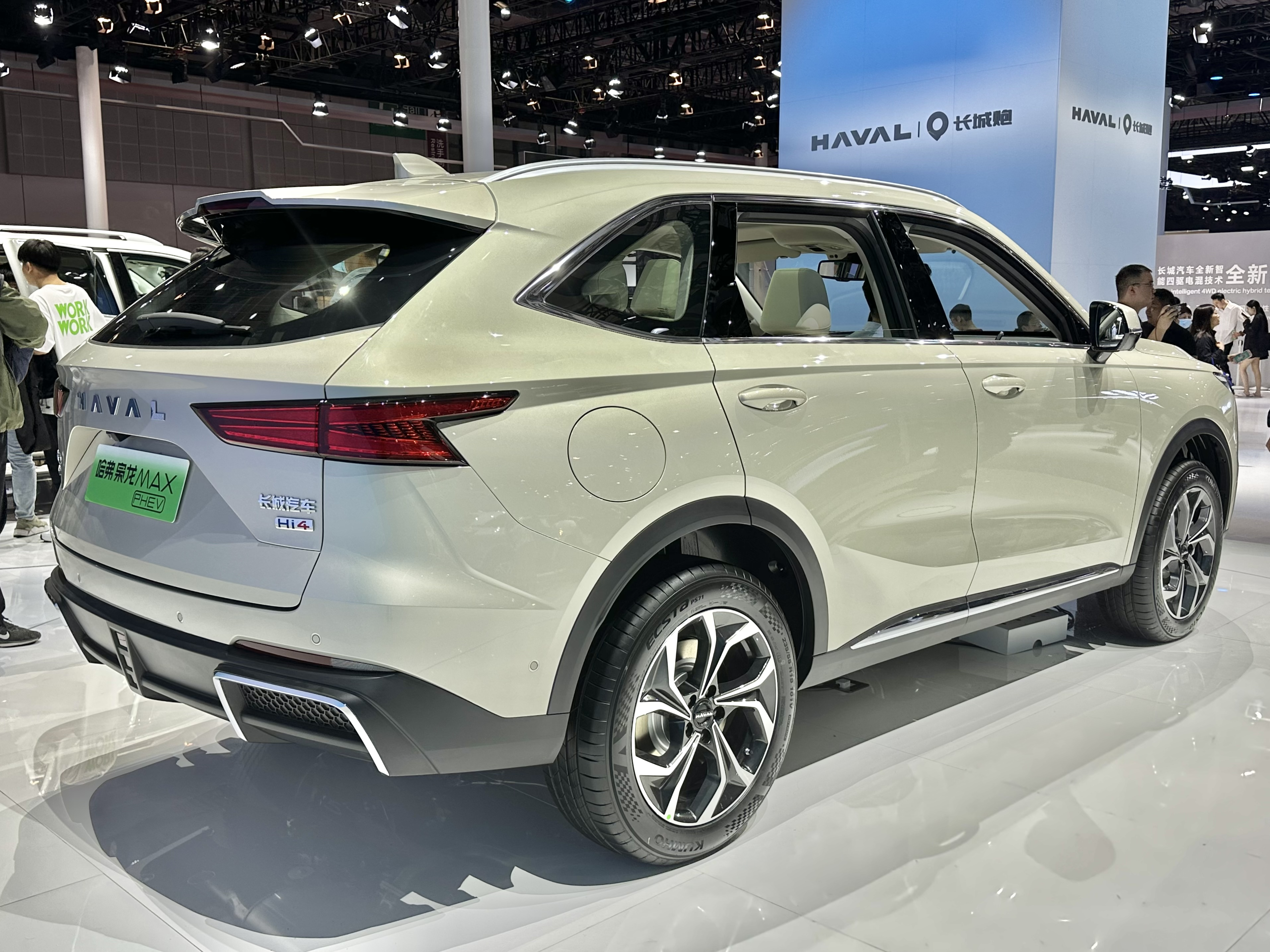
Haval Xiaolong Max (2023–2025)

Під час розробки Xiaolong Max, який спочатку мав кодову назву B07, був представлений у березні 2023 року.

## Силовий агрегат
Haval Xiaolong Max має дві плагін-гібридні силові установки з 1,5-літровим атмосферним чотирициліндровим двигуном потужністю 85 кВт (116 к.с.) або 113 кВт (154 к.с.) з турбонаддувом, з можливістю вибору між 9,41 і 19,27 кВт-год з заявленим WLTC чистим електричним запасом ходу 44 і 86 км відповідно. Витрата палива Haval Xiaolong Max становить 5,6 л/100 км.

### Фейсліфтинг 2025 року
Фейсліфтинг Haval Xiaolong Max був запущений 11 березня 2025 року.

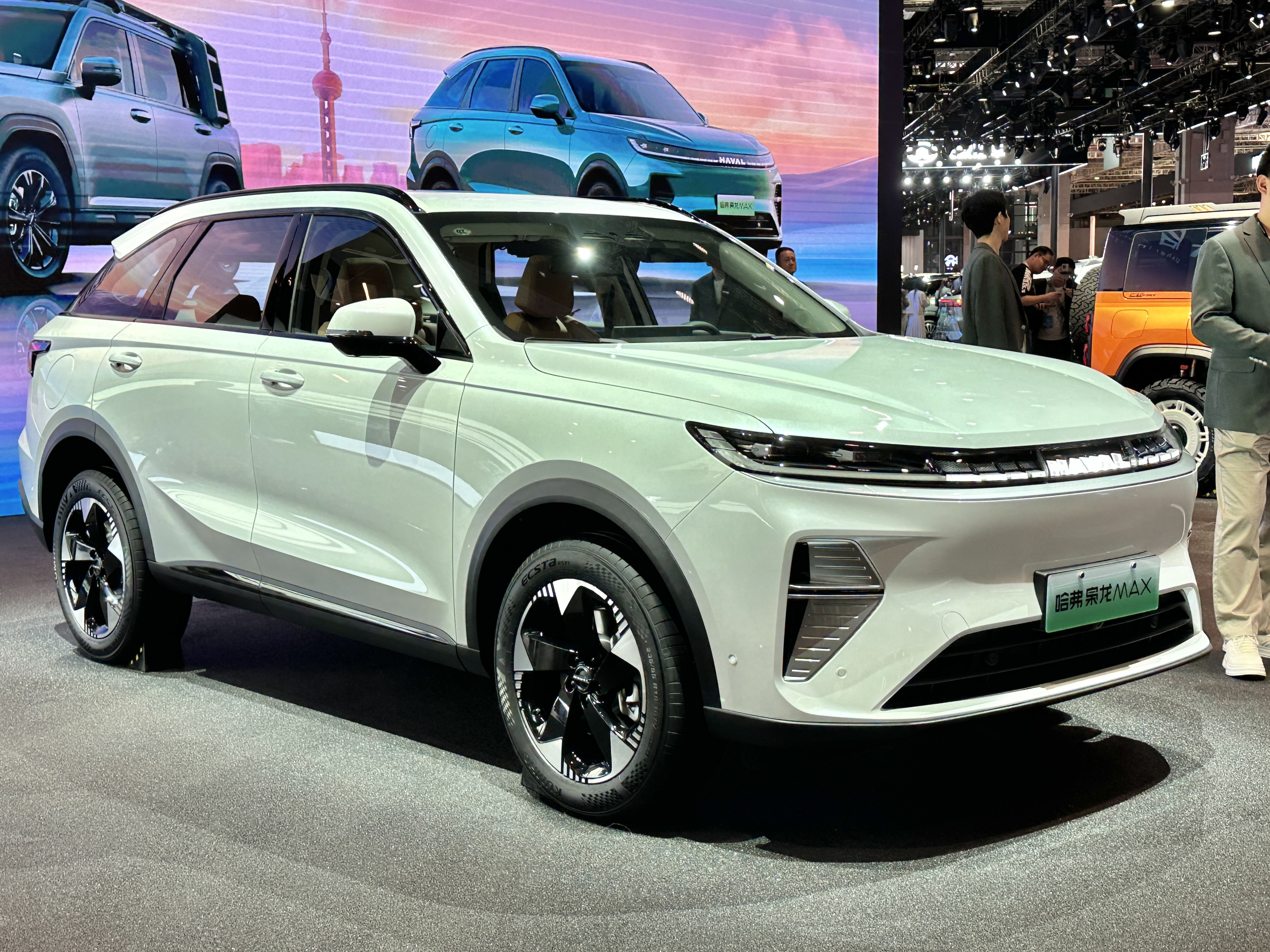
Haval Xiaolong Max (з 2025)
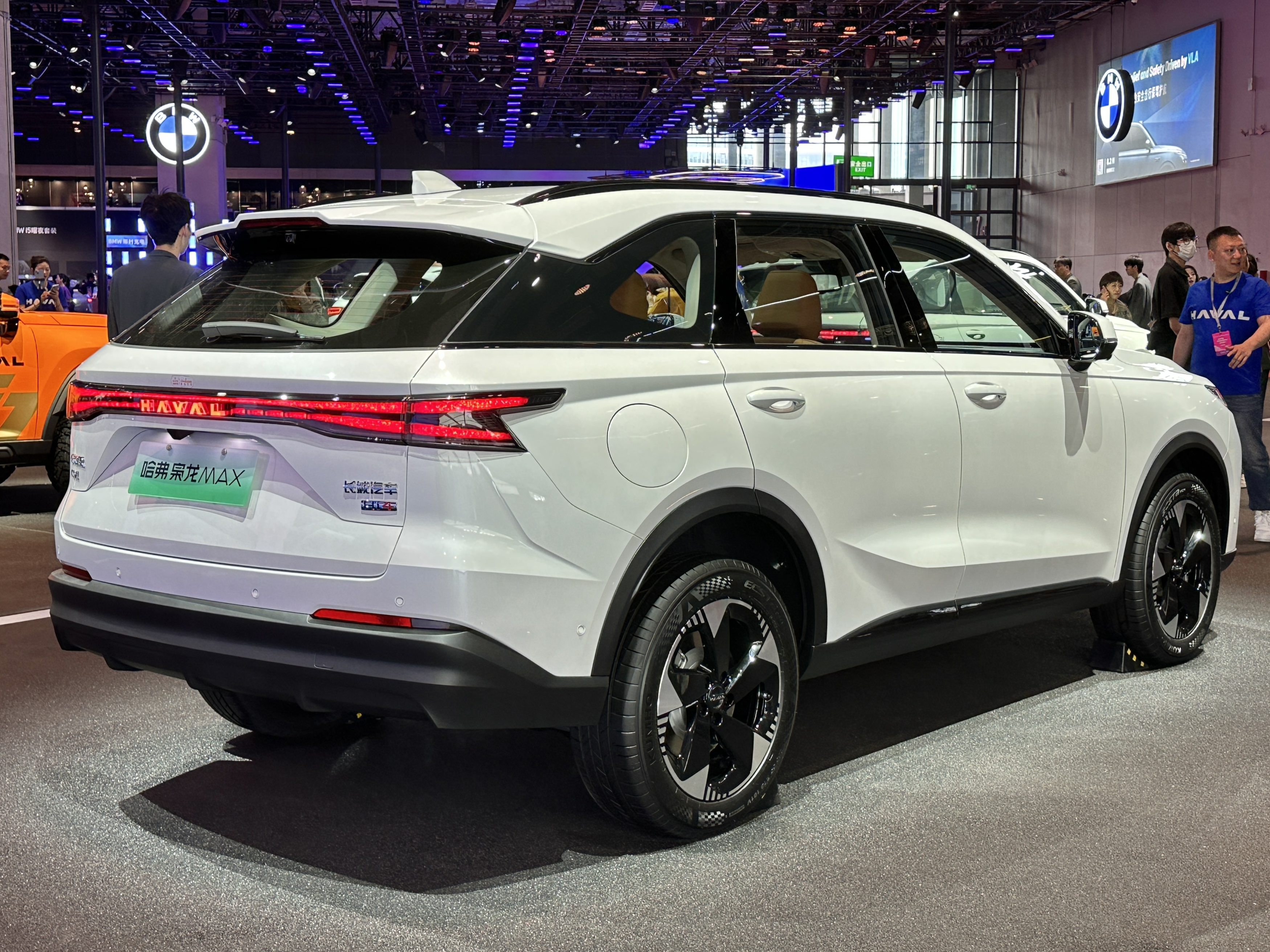